# Daytime Emmy Awards 1974
La cerimonia della 1ª edizione dei Daytime Emmy Awards (1st Daytime Emmy Awards) si è tenuta presso il Rockefeller Center di New York il 28 maggio 1974 e ha premiato i migliori programmi e personaggi televisivi del 1973.
La cerimonia è stata presentata da Barbara Walters e Peter Marshall ed è stata trasmessa dalla NBC.

## Daytime Emmy Awards

### Miglior serie drammatica
- The Doctors, trasmessa dalla NBC
- General Hospital, trasmessa dalla ABC
- Il tempo della nostra vita (Days of Our Lives), trasmessa dalla NBC

### Miglior attore protagonista in una serie drammatica
- Macdonald Carey, per aver interpretato Tom Horton in Il tempo della nostra vita
- John Beradino, per aver interpretato Steve Hardy in General Hospital
- Peter Hansen, per aver interpretato Lee Baldwin in General Hospital

### Miglior attrice protagonista in una serie drammatica
- Elizabeth Hubbard, per aver interpretato Althea Davis in The Doctors
- Mary Fickett, per aver interpretato Ruth Martin in La valle dei pini (All My Children)
- Rachel Ames, per aver interpretato Audrey Hardy in General Hospital
- Mary Stuart, per aver interpretato Joanne Gardner in Aspettando il domani (Search for Tomorrow)

### Miglior regista individuale di una serie drammatica
- Wes Kenny per Il tempo della nostra vita
- Norman Hall per The Doctors
- Hugh McPhillips per The Doctors

### Miglior sceneggiatore di una serie drammatica
- Henry Slesar per Ai confini della notte (The Edge of Night)
- Frank Hursley, Doris Hursley, Bridget Dobsone Deborah Hardy per General Hospital
- Eileen Pollock, Robert Mason Pollock e James Lipton per The Doctors

### Miglior serie drammatica
- The ABC Afternoon Playbreak per l'episodio The Other Woman, trasmessa dalla ABC
- The ABC Afternoon Playbreak per l'episodio A Special Act of Love, trasmessa dalla ABC
- CBS Daytime 90 per l'episodio Tiger on a Chain, trasmessa dalla CBS

### Miglior serie d'intrattenimento per ragazzi
- ABC Afterschool Specials per l'episodio Rookie of the Year, trasmessa dalla ABC
- ABC Afterschool Specials per l'episodio My Dad Lives in a Downtown Hotel, trasmessa dalla ABC
- La famiglia Robinson (Swiss Family Robinson)

### Miglior attore di una serie drammatica
- Pat O'Brien per l'episodio The Other Woman della serie The ABC Afternoon Playbreak
- Peter Coffield per l'episodio Tiger on a Chain della serie CBS Daytime 90
- Don Porter per l'episodio Mother of the Bride della serie The ABC Afternoon Playbreak

### Miglior attrice di una serie drammatica
- Cathleen Nesbitt per l'episodio The Mask of Love della serie The ABC Afternoon Playbreak
- Eve Arden per l'episodio Mother of the Bride della serie The ABC Afternoon Playbreak
- Constance Towers per l'episodio Once in Her Life della serie CBS Daytime 90

### Miglior regista di una serie drammatica
- Wes Kenney per l'episodio Miss Kline, We Love You della serie The ABC Afternoon Playbreak
- Burt Brinckerhoff per l'episodio The Mask of Love della serie The ABC Afternoon Playbreak
- Peter Levin per l'episodio The Other Woman della serie The ABC Afternoon Playbreak
- Lela Swift per l'episodio The Gift of Terror della serie The ABC Afternoon Playbreak

### Miglior sceneggiatore di una serie drammatica
- Lila Garrett e Sandy Krinski per l'episodio Mother of The Bride della serie The ABC Afternoon Playbreak
- Robert J. Shaw per l'episodio Once in her Life della serie CBS Daytime 90
- Art Wallace per l'episodio Alone with Terror della serie The ABC Afternoon Playbreak

### Miglior talk show, programma d'informazione o altro programma d'intrattenimento
- The Merv Griffin Show, trasmesso in syndication
- Dinah's Place, trasmesso dalla NBC
- The Mike Douglas Show, trasmesso in syndication

### Miglior game show
- Password, trasmesso dalla ABC[3]
- Let's Make a Deal, trasmesso dalla ABC[3]
- Hollywood Squares, trasmesso dalla NBC

### Miglior programma per bambini
- Zoom, trasmesso dalla PBS
- Albertone (Fat Albert and the Cosby Kids), trasmesso dalla CBS
- Captain Kangaroo, trasmesso dalla CBS
- Star Trek (Star Trek: The Animated Series), trasmesso dalla NBC

### Miglior presentatore di un talk show, un programma d'informazione o altro programma d'intrattenimento
- Dinah Shore, per aver presentato Dinah's Place
- Mike Douglas, per aver presentato The Mike Douglas Show
- Merv Griffin, per aver presentato The Merv Griffin Show
- Barbara Walters, per aver presentato Not for Women Only

### Miglior presentatore di un game show
- Peter Marshall, per aver presentato Hollywood Squares
- Art Fleming, per aver presentato Jeopardy!
- Allen Ludden, per aver presentato Password

### Miglior regista di un talk show, un programma d'informazione o altro programma d'intrattenimento
- Dick Carson per The Merv Griffin Show

### Miglior regista di un game show
- Mike Gargiulo per Jackpot
- Jerome Shaw per Hollywood Squares
- Stu Phelps per Password

### Miglior team di autori di un talk show, un programma d'informazione o altro programma d'intrattenimento
- Tony Garofalo, Bob Murphy, Merv Griffin per The Merv Griffin Show

### Miglior team di autori di un game show
- Jay Redack, Harry Friedman, Harold Schneider, Gary Johnson, Steve Levitch, Rick Kellard, Rowby Goren per Hollywood Squares